# Val Grana

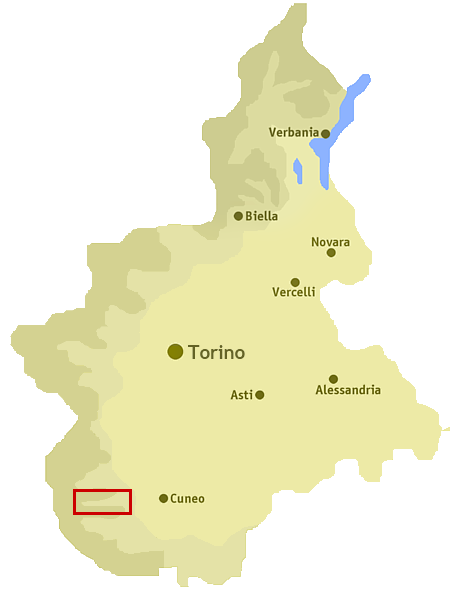
Situation de la vallée dans la carte du Piémont

Le val Grana (en italien valle Grana) est une vallée du Piémont située dans la province de Coni. Elle fait partie de la Comunità montana Valli Grana e Maira.

## Géographie
Le val Grana est situé entre le val Maira au nord et le Vallée de la Stura di Demonte au sud. La vallée, bien plus courte que ses voisines, s'étend sur environ 24 km entre Caraglio (en plaine) et le col Fauniera (2 481 m).

### Centres habités
- Caraglio
- Valgrana
- Monterosso Grana
- Pradleves
- Castelmagno
- Montemale

### Principaux sommets
La vallée occupe l'extrémité sud-est du massif de Chambeyron.
Les sommets fermant la vallée à l'ouest ont une altitude globalement comprise entre 2 000 et 2 600 mètres, parmi lesquels :
- Monte Tibert (2 648 m) ;
- Rocce Ciarmetta (2 553 m) ;
- Punta Parvo (2 521 m) ;
- Monte Viridio (2 498 m) ;
- Monte Grum (2 366 m) ;
- Punta dell'Omo (2 299 m) ;
- Rocca Cernauda (2 282 m)[1].

## Culture
- Le sanctuaire San Magno.
- L'église Sancto-Lucio de Coumboscuro, Monterosso Grana, contient des œuvres du peintre Bernard Damiano (1926-2000).